# Янина (Далмация)
Вижте пояснителната страница за други значения на Янина.
Янина (на хърватски: Janjina) е село и община на полуостров Пелешац, част от Дубровнишко-неретванска жупания, Хърватия. Включва пет села. Според преброяването от 2011 г. има 551 жители, 96% от които хървати.